# Gil Martins Felippe
Gil Martins Felippe (São Carlos, SP) foi um cientista brasileiro especialista em Fisiologia Vegetal, e escritor. Assinava seus livros mais recentes como Gil Felippe. Era filho de Bernardina Martins Felippe (Porto Ferreira, SP, 15 de julho de 1909 - 22 de janeiro de 1995), professora primária, e Virgilio Felippe (Guarda, Portugal, 22 de maio de 1904-14 de julho de 1996), contador e funcionário da antiga Companhia Paulista de Estradas de Ferro. Vivia em São Paulo, SP.

## Biografia
Gil Felippe era PhD pela Universidade de Edimburgo, Escócia, Grã-Bretanha, onde também fez seu pós-doutorado, na área de Botânica, com especialização em Fisiologia Vegetal, área Desenvolvimento. O PhD foi feito sob a orientação do Professor John E. Dale.
Os cursos primários, secundário e de professor normalista foram feitos no Instituto de Educação Dr. Álvaro Guião em São Carlos, SP. Fez o curso de graduação em História Natural na Universidade de São Paulo - USP.
Foi Biologista do Instituto de Botânica de São Paulo; Professor colaborador do Departamento de Botânica da Universidade de São Paulo, em São Paulo; Pesquisador do Departamento de Botânica da Universidade de Edimburgo, na Escócia; Professor Titular do Departamento de Fisiologia Vegetal, da Universidade Estadual de Campinas (UNICAMP) e Professor Visitante do Instituto de Botânica de São Paulo.
Na UNICAMP foi professor no Curso de Graduação da disciplina de Fisiologia do Desenvolvimento, orientou trabalhos de Iniciação Científica e teses de Mestrado e Doutorado, além de atuar em pesquisa. Teve participação ativa em Congressos Nacionais e Internacionais. Publicou 168 artigos cientificos. Orientou 17 teses de mestrado e 12 teses de doutorado. É aposentado como Professor Titular da Universidade Estadual de Campinas desde 1991.
Nas duas últimas décadas de sua vida dedicava-se integralmente à atividade de escritor. Escrevia livros, em que transferia conhecimentos científicos para a sociedade em geral

## Comunidade cientifica
Foi um dos fundadores da Associação Paulista de Biologistas e presidente de ética dessa entidade (1975-1977).
Fundador da Sociedade Botânica de São Paulo e seu primeiro presidente (1981 - 1982), e presidente entre 1989 e 1993. Antes havia sido Diretor da Regional de São Paulo da Sociedade Botânica do Brasil (1980 - 1981).
Sócio Benemérito e Membro Remido da Sociedade Botânica do Brasil.
Foi um dos fundadores da Revista Brasileira de Botânica. Foi Editor Chefe da Revista Brasileira de Botânica (1980-1982; 1989-1993).
Pertenceu à Sociedade Brasileira para o Progresso da Ciência, à Society for Experimental Biology da Grã-Bretanha e à Federation of European Societies of Plant Physiology.
Foi pesquisador nível 1A do CNPq de 1977 a 1999.
Era Membro Titular da Academia de Ciências do Estado de São Paulo desde 1977. 
Foi Coordenador da área de Biologia da Fundação de Amparo à Pesquisa do Estado de São Paulo - FAPESP (1982) e Coordenador de Ciências Agrárias do Conselho Nacional de Desenvolvimento Científico e Tecnológico - CNPq, comitê de Zoologia e Botânica (1982-1985).

## Livros publicados
- O saber do sabor – as plantas nossas de cada dia. (ilustrações Maria Cecília Tomasi). Editora Salamandra, Lisboa e Capacitas, São Paulo, 192p, 1998.
- Entre o jardim e a horta – as flores que vão para a mesa. (ilustrações Maria Cecília Tomasi). Editora Senac, São Paulo, 286p, 2003.
- No Rastro de Afrodite: plantas afrodisíacas e culinária. (ilustrações Maria Cecília Tomasi). Ateliê Editorial e Editora Senac, São Paulo, 310p, 2004.
- Frutas – sabor à primeira dentada. (ilustrações Maria Cecília Tomasi). Editora SENAC, São Paulo, 302p, 2005.
- O saber do sabor – as plantas nossas de cada dia. (ilustrações Maria Cecília Tomasi). Segunda Edição. Editora Setembro, Holambra, 157p, 2006
- Grãos e sementes – a vida encapsulada. (ilustrações Maria Cecília Tomasi). Editora SENAC, São Paulo, 430p, 2007.
- Do Éden ao Éden – jardins botânicos e a aventura das plantas.(co-autor Lilian Penteado Zaidan). Editora SENAC, São Paulo, 318p, 2008.
- Árvores frutíferas exóticas. Editora Sarandi, São Paulo, 64p, 2008.
- Amaro Macedo – o solitário do cerrado (co-autor Maria do Carmo Duarte Macedo). Ateliê Editorial, Cotia, 224p, 2009.
- Venenosas - plantas que matam também curam. (ilustrações Maria Cecília Tomasi). Editora SENAC, São Paulo, 352p, 2009.
- Árvores frutíferas brasileiras. Editora Sarandi, São Paulo, 64p, 2009.
- Amendoim - história, botânica e culinária. Editora SENAC, São Paulo, 232p, 2011.
- O rio na parede. Ateliê Editorial,São Paulo, 85p, 2012.
- Gaia: o lado oculto das plantas - Tubérculos, rizomas, raízes e bulbos. Edições Tapioca, São Paulo, 118p, 2012.
- Cães, gatos e plantas - o veneno ao alcance das patas. Editora Setembro, Holambra, 160p, 2012.

## Prêmios recebidos
- O livro No rastro de Afrodite – plantas afrodisíacas e culinária recebeu dois prêmios do Gourmand World Cookbook Awards em 2004, como melhor livro de história da culinária no Brasil e como melhor ilustração em um livro de culinária no Brasil.
- O livro Grãos e sementes – a vida encapsulada recebeu dois prêmios do Gourmand World Cookbook Awards em 2007 como melhor livro de um único assunto de culinária no Brasil e como melhor ilustração em um livro de culinária no Brasil.

## Tese de PhD
- Effects of a quaternary ammonium compound and gibberellic acid on the growth of Phaseolus. Ph.D. Thesis. University of Edinburgh. 128p, 1967.

## Livros técnicos
- Fitocromo e crescimento vegetal (tradução de "Phytochrome and plant growth" de R.E. Kendrick e B. Frankland). EPU e EDUSP, São Paulo, 76p, 1981.
- Anatomia do vegetal em desenvolvimento (revisão técnica da tradução de "Developmental plant anatomy" de A.R. Gemmell). EPU e EDUSP, São Paulo, 73p, 1981.
- Luz e vida vegetal (tradução de "Light and plant life" de J.M. Whatley e F.R. Whatley). EPU e EDUSP, São Paulo, 101p, 1981.
- Fisiologia do desenvolvimento vegetal (co-autores I.F.M. Válio, M.F.A. Pereira, R.R. Sharif e S.R.V. Santos). Editora Campus, Rio de Janeiro, 66p, 1983.
- Fisiologia do desenvolvimento vegetal (co-autores I.F.M. Válio, M.F.A. Pereira, R.R. Sharif e S.R.V. Santos). Editora da UNICAMP, Campinas, 64p, 2º edição, 1985.